# EU Возничего
EU Возничего (лат. EU Aurigae) — двойная затменная переменная звезда типа Алголя (EA) в созвездии Возничего на расстоянии приблизительно 1936 световых лет (около 594 парсеков) от Солнца. Видимая звёздная величина звезды — от +13,6m до +12,7m. Орбитальный период — около 3,521 суток.

## Характеристики
Первый компонент — оранжевая звезда спектрального класса K. Радиус — около 3,14 солнечных, светимость — около 3,355 солнечных. Эффективная температура — около 4412 К.